# Лептура-коримбія чорна
Гамалик чорний (лат. Stictoleptura scutellata, (Fabricius, 1781)  — жук з родини Скрипунових.
Синоніми:
- Corymbia scutellata (Fabricius, 1781)
- Leptura chrysothyreus Schrank, 1798
- Leptura funerea Geoffroy, 1785
- Leptura nigra Petagna, 1787 nec Linnaeus, 1758
- Melanoleptura scutellata (Fabricius) Miroshnikov, 1998
- Leptura scutellata Fabricius, 1781
- Paracorymbia scutellata (Fabricius) Danilevsky, 2002

## Поширення
C. scutellata – належить до групи пан'європейських видів у складі європейського зоогеографічного комплексу. Ареал охоплює всю Європу, включно з її південною частиною, Кавказ, Західну Росію, частково Малу Азію та Північний Іран. 
В Україні розповсюджений спорадично у лісовій і лісостеповій зонах. У Карпатах підіймається до висот 900 м н.р.м.

## Екологія
У гірських районах літ триває із середини червня до другої декади липня, а в передгір’ях – з кінця травня до середини червня. Імаго зустрічається на квітах. Часто відвідує арункус та королицю. Личинка розвивається в деревині цілої низки листяних дерев, таких як дуб, береза, гіркокаштан, бук та ін. 

## Морфологія

### Імаго
Дорослі комахи досягають 20 мм у довжину. Тіло, як і в попереднього виду, кремезне, широке. Забарвлення – цілком чорне, дуже рідко трапляються екземпляри з бурими надкрилами. Надкрила в першій третині, а також передньоспинка густо і грубо поцятковані. Щиток вкритий густими світлими волосками.

## Життєвий цикл
Генерація триває 2-4 роки.